# Lama (Francia)
Lama (in corso Lama) è un comune francese di 178 abitanti situato nel dipartimento dell'Alta Corsica nella regione della Corsica.

## Geografia fisica
Il paese si trova nella valle del fiume Ostriconi.

## Società

### Evoluzione demografica
Abitanti censiti